# Gare du Haut-Banc
Gare du Haut-Banc vasútállomás Franciaországban, Ferques településen.

## Vasútvonalak
Az állomást az alábbi vasútvonalak érintik:
- Boulogne–Calais-vasútvonal

## Kapcsolódó állomások
A vasútállomáshoz az alábbi állomások vannak a legközelebb:
- Gare de Caffiers
- Gare de Marquise - Rinxent